# Marija Burgundska
Marija Burgundska (francosko Marie de Bourgogne, nizozemsko Maria van Bourgondië), z vzdevkom Bogata, naslovna vojvodinja Burgundska, je vladala burgundski državi, zdaj večinoma v Franciji — z izjemo vojvodine Burgundije, vrnjene Kraljevini Franciji (1477) — in Nizozemskim deželam, od leta 1477 do njene smrti v nesreči pri jahanju v starosti 25 let, * 13. februar 1457, Bruselj, † 27. marec 1482, Grad Wijnendale.
Kot edini otrok Karla Drznega, burgundskega vojvode, in njegove žene Isabelle Burbonske je podedovala burgundske dežele pri 19 letih po očetovi smrti v bitki pri Nancyju 5. januarja 1477. Večino svojega vladanja je preživela v obrambi svoje rojstne pravice; da bi preprečila apetit francoskega kralja Ludvika XI. po svojih deželah, se je poročila z Maksimilijanom Habsburškim, ki je postal cesar Svetorimskega cesarstva Maksimilijan I. dolgo po njeni smrti. Poroka je ohranila velike dele burgundskih dežel pred razpadom, pa tudi spremembo dinastije iz Valoisov v Habsburške (sama vojvodina Burgundija je postala francoska posest).  To je bila prelomnica v evropski politiki, ki je vodila v francosko-habsburško rivalstvo, ki bo trajalo stoletja.

## Zgodnja leta
Marija Burgundska se je rodila v Bruslju na vojvodskem gradu Coudenberg Karlu Drznemu, takrat znanemu kot grof Charolais, in njegovi ženi Izabeli Burbonski. Njenega rojstva je po besedah dvornega kronista Georgesa Chastellaina spremljal udar grmečih bliskov, ki so se zprožali iz sicer jasnega somračnega neba. Njen boter je bil Louis, Dauphin Francoski, v tem času v izgnanstvu v Burgundiji; poimenoval jo je po svoji materi Mariji Anžujski . Odzivi na rojstvo otroka so bili različni: otrokov dedek, vojvoda Filip Dobri, ni bil navdušen in se je "odločil, da se [krsta] ne bo udeležil, saj je šlo samo za deklico", medtem ko je bila njena babica Izabela Portugalska navdušena nad rojstvom. vnukinje. Njena nezakonska teta Ana Burgundska  je bila dodeljena odgovornost za Marijino izobraževanje, Jeanne de Clito pa je bila dodeljena za njeno guvernanto. Jeanne je ostala Marijini stalni prijatelj pozneje v življenju in je bila ena njenih najbolj stalnih spremljevalcev.

## Domnevni dedič
Filip Dobri je umrl leta 1467 in Marijin oče je prevzel nadzor nad burgundsko državo. Ker njen oče ob njegovem pristopu ni imel živih sinov, je Marija postala njegova domnevna dedinja. Njen oče je nadzoroval obsežno in bogato domeno, sestavljeno iz vojvodine Burgundije, svobodne grofije Burgundije in večine Nizozemskih dežel. Zaradi tega so številni princi vneto iskali njeno roko v zakonu. Prvi predlog je prejel njen oče, ko je bila stara le pet let, v tem primeru naj se poročila z bodočim aragonskim kraljem Ferdinandom II . Kasneje se ji je obrnil Charles, vojvoda Berry; njegovega starejšega brata, francoskega kralja Ludvika XI, je Charlesova poteza močno razjezila in je poskušal preprečiti potrebno papeško odpravo za sorodstvo .
Takoj ko je Ludviku uspelo dobiti moškega dediča, ki je preživel otroštvo, bodočega francoskega kralja Karla VIII., je Ludvik želel, da se on poročil z Marijo, čeprav je bil trinajst let mlajši od Marije. Nikolaj I., vojvoda Lorenski, je bil nekaj let starejši od Marije in je nadzoroval vojvodino, ki je ležala ob burgundskem ozemlju, vendar se je njegov načrt, da bi svojo oblast združil z njenim, končal s smrtjo v bitki leta 1473.

## Vladanje
Marija je prevzela oblast nad oblastmi svojega očeta po njegovem porazu v bitki in smrti 5. januarja 1477. Francoski kralj Ludvik XI. je izkoristil priložnost, da bi poskusil prevzeti last vojvodine Burgundije in tudi regij Franche-Comté, Pikardije in Artois.
Kralj je skrbel, da bi se Marija poročila z njegovim sinom Karlom in tako zagotovila dediščino Nizozemskih dežel za njegove dediče, če je potrebno, z orožjem. Burgundija, ki se je bala francoske vojaške moči, je poslala veleposlaništvo v Francijo, da bi se pogajala o poroki med Marijo in šestletnim Dauphinom (pozneje kraljem Karlom VIII.), a se je domov vrnila brez zaroke; zahteve francoskega kralja po odstopu ozemelj francoski kroni so bile ocenjene kot nesprejemljive. 

### Veliki privilegij
Marija je bila prisiljena podpisati listino pravic, znano kot Veliki privilegij, v Gentu 10. februarja 1477 ob njenem uradnem priznanju za očetovega dediča (" Veseli vstop "). V skladu s tem sporazumom so si province in mesta Flandrije, Brabanta, Hainauta in Holandije povrnile vse lokalne in komunalne pravice, ki so bile odpravljene z odloki burgundskih vojvod v njihovih prizadevanjih za ustvarjanje centralizirane države po francoskem vzoru v njihovih različna posestvih v Nizozemskih deželah. Zlasti je bil ukinjen mechelenski parlament (formalno ga je ustanovil Karel Drzni leta 1470) in nadomeščen s predhodno obstoječo avtoriteto pariškega parlamenta, ki je veljal za sprejemljivo protiutež vse večji centralizaciji, ki sta jo izvedla tako Karel Drzni kot Filip Dobri. Vojvodinja se je morala tudi zavezati, da ne bo napovedala vojne, sklenila miru ali povišala davkov brez soglasja teh pokrajin in mest in bo zaposlovala samo domače prebivalce na uradnih mestih.
Sovraštvo ljudi do starega režima je bilo takšno, da sta bila kljub vojvodinjinim prošnjam dva najvplivnejše svetnika njenega očeta, kancler Hugonet in Sire d'Humbercourt, usmrčena v Gentu, potem ko je bilo odkrito, da sta se dopisovala s francoskim kraljem.

### Poroka
Marija se je kmalu odločila med številnimi snubci za svojo roko in izbrala nadvojvodo Maksimilijana Avstrijskega, bodočega cesarja Svetega rimskega cesarstva Maksimilijana I., ki je postal njen sovladar. Poroka se je zgodila v Gentu 19. avgusta 1477, ona je bila stara 20 let, on pa dve leti mlajši.  Marijina poroka s hišo Habsburžanov je sprožila dvestoletni spor med Francijo in Habsburžani, boj, ki je dosegel vrhunec z vojno za špansko nasledstvo v letih 1701–1714.
Ko sta imela čas, si je par privoščil ples, lov, glasbo in ljubezen do živali. Marija ga je poskušala naučiti drsanja, ki ga je težko obvladal. Skupaj bereta romance.  Kmalu po poroki je v njuno spalnico (ki sta si jo delila namesto v ločenih stanovanjih in ki je že imela psa) pripeljala sokole.  Mariija je sama dojila otroke, naročila jedilnike in večerjala pri trgovcih iz Dijona.  Mary je za svojega moža navijala na turnirjih, med katerimi se je izkazal za veličastnega tekmovalca, ne le v podvigih moči, ampak tudi v razkošju, ki ga je zasipal z opremo, konjem, pripomočki in okraski.  Sprva sta se pogovarjala v latinščini.
Po Haemersu in Sutchu je prvotna poročna pogodba določala, da Maksimilijan ne more podedovati njenih burgundskih dežel, če imata otroke – to pomeni, da bo dejstvo, da so se paru rodili dediči, pozneje Maksimilijanu povzročalo težave.  Nekateri poročajo, da je prvotna poročna pogodba določala, da lahko le skupni otroci Marije in Maksimilijana zahtevajo njeno burgundsko dediščino po njeni smrti. Toda en mesec po njuni poroki je naredila amandma, ki je določil Maksimilijana za dediča v primeru, da nimata otrok - klavzulo, ki jo bodo posestva poskušala zavrniti po njeni smrti.  ‎

### Sovladanje z Maksimilijanom
Z Maksimilijanom ob njej se je Marijin položaj politično in vojaško okrepil. Čeprav je prišel brez denarja ali vojske, niti podpore cesarstva in brez predhodnih izkušenj z upravljanjem, sta njegova usposobljenost v vojaških zadevah in njegov prestiž kot cesarskega sina okrepila stabilnost njenih kraljestev. Prevzel je vojna prizadevanja, tako vojaške kot finančne podrobnosti. V tem času je burgundska stran izgubila veliko vojaških kapitanov zaradi prebegov v Francijo pred in po smrti Karla Smelega. Filipa Kleveškega, njenega bratranca in prijatelja iz otroštva (ki ga je oče Adolf Kleveški predlagal za kandidata za ženina za Marijo; govorilo se je, da sta Marija in Filip nekdanja ljubezenska zanimanja, čeprav Arie de Fouw temu oporeka) je leta 1477 imenovala za generalnega državnega namestnika, zdaj pa je opravljal funkcijo Maksimilijanovega poročnik kot admirala Nizozemske.  Ni si želela vrniti vojvodine Burgundije, vendar je lahko ohranila svoje preostale dežele nedotaknjene.    Kljub slovesu burgundskega dvora kot razkošnega in bogatega je Karel Drzni v svojih zadnjih treh katastrofalnih pohodih izgubil vse svoje bogastvo. Nizozemske dežele so bile bogate, a stanovi niso bili pripravljeni plačati. Tako je bila začetna finančna situacija zelo napeta in Marija je morala zastaviti veliko svoje dediščine, da je financirala svojo vojsko. Prav tako je morala popustiti zahtevam stanov glede nekaterih njihovih privilegijev v zameno za končno podporo Maksimilijanovi vojni proti Franciji. V letih 1478–1479 je izvedel pohod proti Francozom in ponovno osvojil Le Quesnoy, Conde in Antoing. Francoske sile je premagal pri Guinegatteu, sodobnem Enguinegattu, 7. avgusta 1479  Kljub zmagi je moral Maksimilijan opustiti obleganje Thérouanne in razpustiti svojo vojsko, bodisi zato, ker Nizozemci niso želeli, da bi postal premočan ali ker je bila zakladnica prazna. Poleg tega se je izkazal tako neusmiljen kot Karel pri zatiranju uporov v Nizozemskih deželah. Ko so ponovno izbruhnili spopadi med Hooks in Cods, je nadvojvoda uspel spraviti konflikt pod nadzor in zagotovil prevlado Cods, pri tem pa ni upošteval velikega privilegija.  Po petletnem premoru je Red zlatega runa reorganiziral tudi Maksimilijan kot novi vladar reda.
Kljub temu je ohranila svoj politični primat v paru. Njeni podložniki so sumničavo gledali na Maksimilijanov status tujca in njegove vojaške ambicije. Marija je spremljala Maksimilijana na njegovih številnih potovanjih in delovala kot varovalka med nemško govorečim knezom in njihovimi podložniki. Marija je vodila notranje zadeve in se udeleževala vseh skupščin, kjer je par potreboval, da bi zbral prihodke. Burgundski kovanci so pokazali, da Maksimilijan nikoli ni bil obdarjen z uradnim rangom, ki so ga v posesti svojih žena dosegli sodobni kraljevi možje, kot je Ferdinand Aragonski. Očitno bi lahko zakoncu vsilila svojo voljo tudi v vojaških zadevah, kar se je pokazalo v dveh poskusih, ko je to storila. V enem primeru, ki ga je pripovedoval Maksimilijan v rokopisu Weisskuniga, so mu svetovalci poskušali preprečiti, da bi sprožil vojno proti močnejši francoski vojski, ki se je skoncentrirala na fronti, vendar je bil odločen, da jo izvede. Svetovalci so prosili za pomoč Marijo, ki mu je rekla, da lahko gre, vendar naj se najprej vrne in se poslovi od nje. Ko se je vrnil, ga je dala takoj zapreti v njegovo stanovanje. V svojih uradnih podobah in predstavitvi je bila predstavljena kot aktiven, poveljujoč vladar, običajno na konju in s sokolom. Prevzela je bolj pacifistično podobo kot njen oče, vendar je bil njen položaj zakonite vladarke poudarjen, medtem ko je bil Maksimilijan, oklepen in oborožen, ponavadi prikazan ob ženi. To je bilo v nasprotju s profilnimi portreti, ki jih je Maksimilijan naročil v času svojega poznejšega vladanja kot cesarja, kjer je bila pogosto prikazana kot pasivna stran. 

## Smrt in dediščina
Leta 1482 je Adolph iz Cleves, gospodar Ravensteina, ki je živel v gradu, organiziral lov na sokola v gozdu blizu gradu Wijnendale . Marija je oboževala jahanje in se je lovila z Maksimilijanom in dvornimi vitezi, ko se je njen konj spotaknil, jo vrgel v jarek in nato pristal na njej in ji zlomil hrbet. Umrla je nekaj tednov pozneje, 27. marca, zaradi notranjih poškodb, saj je naredila natančno oporoko. Pokopana je bila v cerkvi Marije v Bruggeu 3. aprila 1482. Bila je noseča. 
Maksimilijan je bil uničen. Sprva je skrivala obseg poškodbe, da bi ga pomirila. Ko je še naprej izkazoval nenadzorovano žalost, ga je morala prisiliti iz svoje sobe, da se je s svojimi plemiči lahko pogovarjala o državnih zadevah, glede katerih jih je prosila, naj držijo prisego zvestobe njemu in svojim otrokom. Maksimilijan ni bil prisoten, ko je izrekla svoje zadnje besede. 
Ludvik je hitro znova začel sovražnosti z Maksimilijanom in ga je prisilil, da se soglaša z Araško pogodbo iz leta 1482, s katero sta Franche-Comté in Artois za nekaj časa prešla pod francosko oblast, le da ju je povrnil s pogodbo iz Senlisa iz leta 1493. ki je vzpostavil mir v Nizozemskih deželah. Marijina poroka s Habsburško hišo se je za Francijo izkazala za katastrofo, ker jo je burgundska dediščina pozneje pripeljala v konflikt s Španijo in Svetim rimskim cesarstvom.
Leta 1493 je umrl cesar Friderik III. Maksimilijan je postal de facto vodja cesarstva in prepustil nadzor nad Nizozemsko svojemu in Marijinemu sinu Filipu. V tem času so bili upori proti Maksimilijanovi oblasti s silo umirjeni in ustanovljena je bila močna vojvodska monarhija. Poskrbel je, da je med inavguracijo njunega sina Filip potrdil le pravice, ki so bile dodeljene ozemljem v času Filipa Dobrega.

## V umetnosti in popularni kulturi
Že za časa njenega življenja je postala središče kulta, ki jo je povezoval z Devico Marijo. Takrat ni bilo nič nenavadnega, da so se mladenke povezovale z Devico, a podobnost v njihovem imenu je bila v primeru Marije lažje in bolj provokativna. Po njeni smrti sta tako Maksimilijan kot njeni burgundski podložniki posvetili veliko umetniških del in propagande temu kultu. 

## Družina
Marijin sin Filip je nasledil njeno gospostvo pod skrbništvom svojega očeta.
Njeni otroci so bili naslednji:
- Filip Lepi (22. julij 1478 – 25. september 1506), ki je nasledil svojo mater kot Filip IV. Burgundski in postal Filip I. Kastiljski s poroko z Joanno Kastiljsko (v zgodovini znano kot »Juana la Loca«). [43]
- Margareta (10. januar 1480 – 1. december 1530), poročena najprej z Juanom, princem Asturijskem, sinom in dedičem aragonskega kralja Ferdinanda II. in kastiljske kraljice Isabelle I., in drugič s Philibertom II, vojvodo Savojskega . [44]
- Franz ali François (2. september 1481 – 26. december 1481). [45] [46]

## Naslovi
- Ščit pred 1477
- Ščit po letu 1477

- 5. januar 1477 - 27. marec 1482: vojvodinja Burgundska (titular)
- 5. januar 1477 - 27. marec 1482: vojvodinja Lothierska
- 5. januar 1477 - 27. marec 1482: vojvodinja Brabantska
- 5. januar 1477 - 27. marec 1482: vojvodinja Limburška
- 5. januar 1477 - 27. marec 1482: vojvodinja Luksemburška
- 5. januar 1477 - 27. marec 1482: vojvodinja Guelderska
- 5. januar 1477 - 27. marec 1482: grofica Flandrije
- 5. januar 1477 - 27. marec 1482: grofica Artois
- 5. januar 1477 - 27. marec 1482: Burgundska palatinska grofica
- 5. januar 1477 - 27. marec 1482: grofica Hainault
- 5. januar 1477 - 27. marec 1482: grofica Holandije
- 5. januar 1477 - 27. marec 1482: grofica Zelandska
- 5. januar 1477 - 27. marec 1482: Namurska grofica
- 5. januar 1477 - 27. marec 1482: grofica Zutphenska
- 5. januar 1477 - 27. marec 1482: mejna grofica Antwerpen

## Poglej tudi
- Družinsko drevo vojvodov Burgundskih
- Druge politično pomembne nesreče s konji
- Pivo Duchesse de Bourgogne
- Ure Marije Burgundske